# Saison 18 de Secrets d'histoire
La dix-huitième saison de Secrets d'Histoire est une émission de télévision historique présentée par Stéphane Bern.
Elle est diffusée du 17 janvier au 4 décembre 2024 sur France 3.

## Principe de l’émission
Chaque numéro retrace la vie d'un grand personnage ou d'un évènement important de l'Histoire et met en lumière des lieux hautement emblématiques du patrimoine.
Le reportage est constitué d'images d'archives, d'iconographies, de reconstitutions, ainsi que de visites de différents lieux en lien avec le sujet évoqué. Chaque séquence est entrecoupée d'entretiens avec des spécialistes (historiens, écrivains, archéologues, conservateurs de musée, etc.).

## Liste des épisodes inédits

### Arthur et les chevaliers de la Table ronde

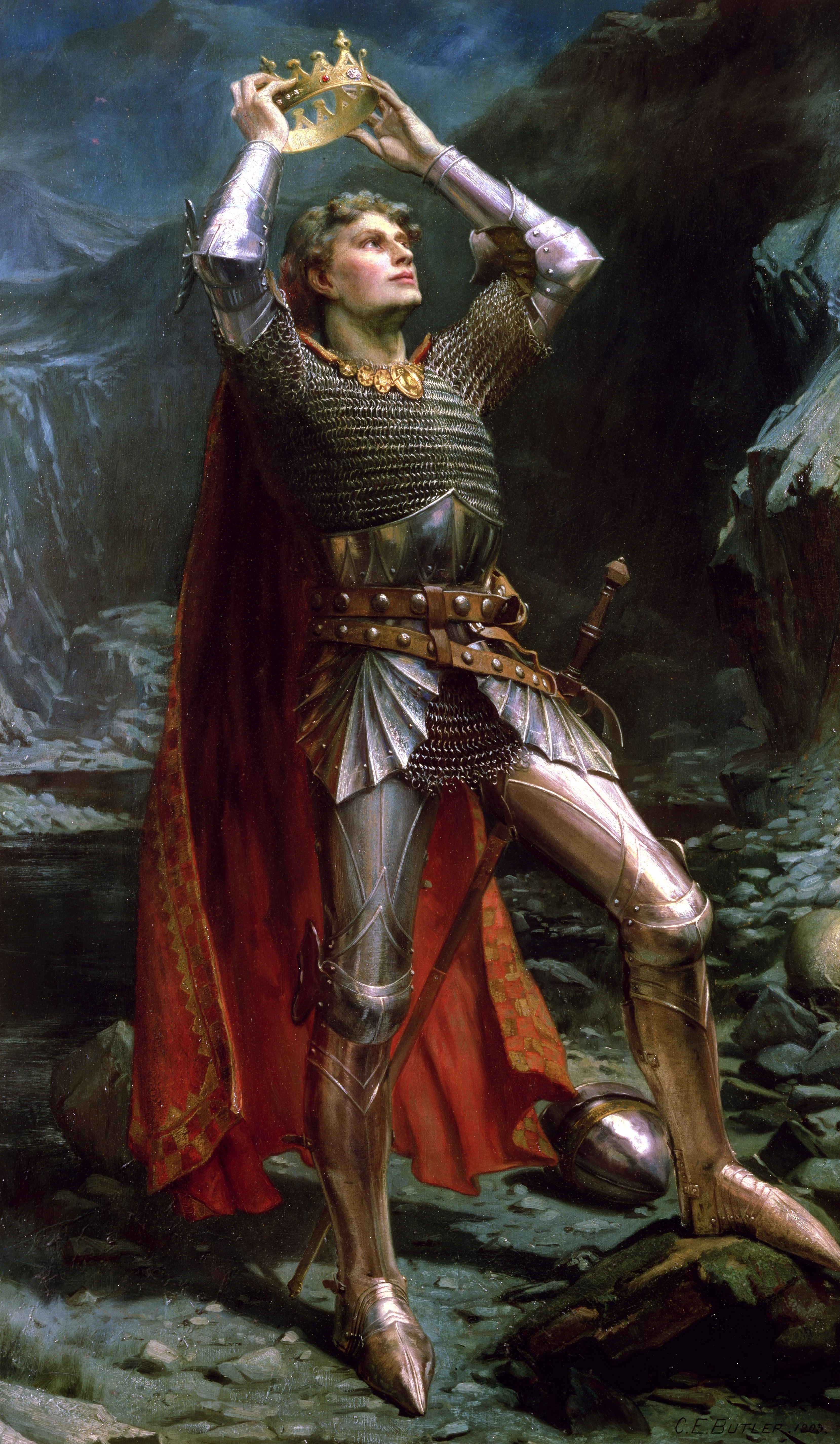
Le Roi Arthur par Charles Ernest Butler (1903).

#### Description
Cette émission décrypte la légende du Roi Arthur, un seigneur breton qui aurait, d'après les romances médiévales, organisé la défense des peuples celtes des îles Britanniques et de Bretagne armoricaine face aux envahisseurs, et dont l'histoire a traversé les siècles, à travers des contes, poèmes, chroniques ou encore des annales.
Elle s'intéresse notamment aux personnages de cette histoire : le roi Arthur, Merlin l'enchanteur, la fée Viviane, Lancelot du Lac, la fée Morgane, ainsi qu'au mythe de l'épée sacrée Excalibur.
Le reportage fait également découvrir certains sites de l'époque médiévale comme l’abbaye de Glastonbury en Angleterre ou le château de Trécesson en Bretagne.

A l'occasion de la diffusion de l'émission, l'écrivaine Mireille Calmel explique : 

« Je crois que, de tout temps, les gens ont eu envie qu’Arthur ait existé, parce qu’il symbolise quelque chose de fort. Il symbolise quelque chose qu’on n’a pas envie de perdre. Et que tous ces lieux-là, que les gens visitent, continuent de visiter, comme la forêt de Brocéliande, nous renvoie un peu à une part de nous-même qui nous rend meilleurs. »

#### Première diffusion
- France : 17 janvier 2024

#### Lieux de tournage
Parmi les lieux visités par l'émission, on retrouvera notamment :
- L'Abbaye de Glastonbury
- Le Château de Comper à Concoret en Bretagne
- La Fontaine de Barenton
- Le Château de Trécesson dans le Morbihan[1]
- La Forêt de Paimpont, souvent identifiée à Brocéliande[4]

#### Intervenants
- Martin Aurell - historien

### Au Danemark: le roi, la reine et le séduisant docteur

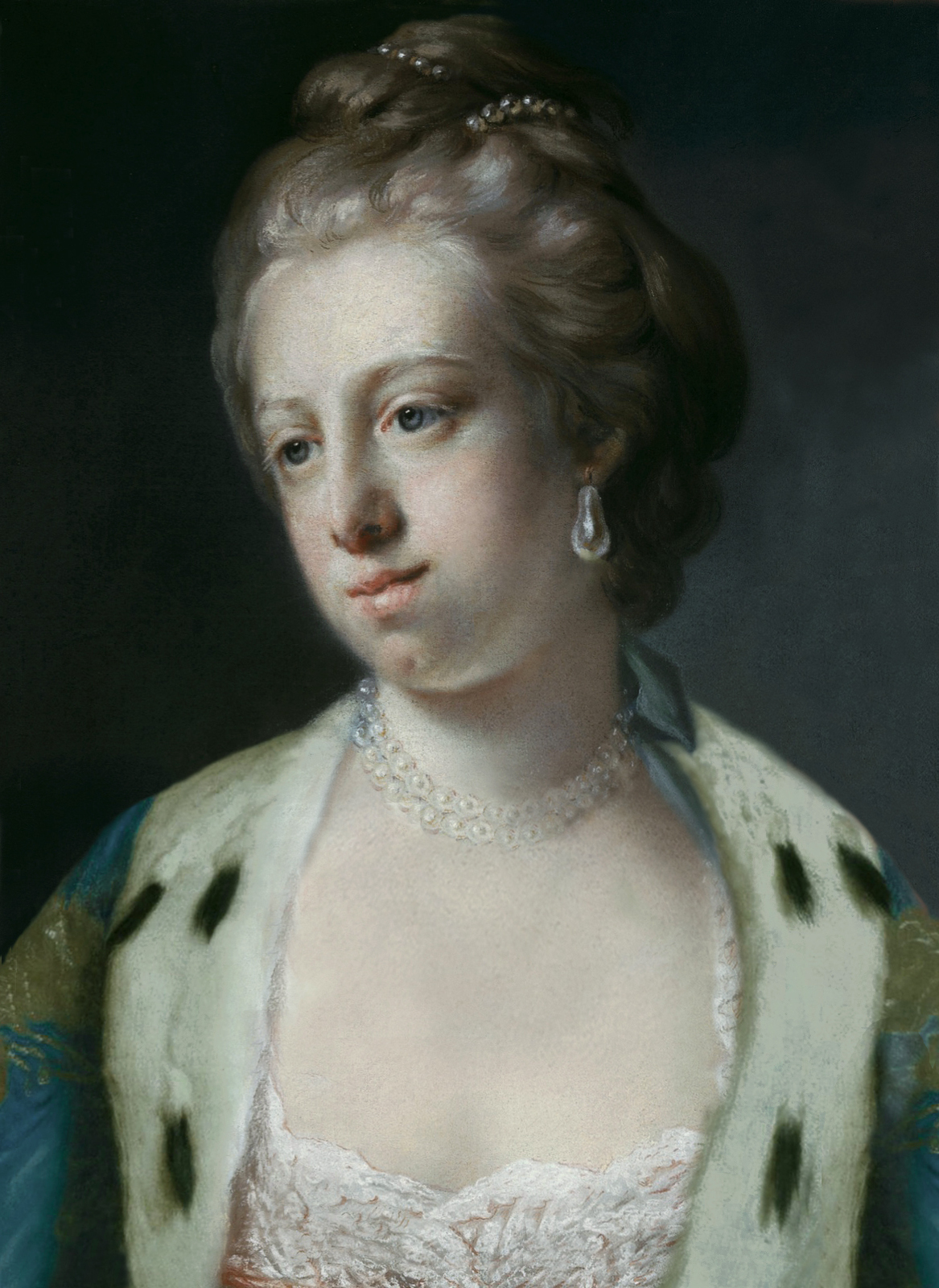
La Reine Caroline Mathilde par Francis Cotes.

#### Description
Cette émission revient sur l'histoire d'amour entre Caroline-Mathilde, épouse de Christian VII, roi de Danemark et de Norvège, et le médecin royal Johann Friedrich Struensee.
Elle raconte comment la jeune princesse découvre le Danemark alors qu'elle n'a que 15 ans.
Elle décrit également les tourments de son mariage avec le roi Christian VII, un homme atteint de troubles mentaux entraînant des hallucinations et sautes d’humeur extrêmes.
Elle raconte enfin sa relation avec le médecin personnel du roi, qui se transforma en une histoire d'amour qui fait d'ailleurs l'objet d'un film, Royal Affair, sorti au cinéma en 2012.

#### Première diffusion
- France : 14 février 2024

#### Lieux de tournage
Parmi les lieux visités par l'émission, on retrouve notamment :
- Le Château de Celle
- Le Musée national du Danemark
- Les Archives nationales du Danemark
- Le Musée de Rosenborg

#### Intervenants
- Asser Amdisen - historien
- Michael Bregnsbo - historien
- Emma Paaske - historienne
- Birthe Zeuthen - historienne
- Ulla Kjaer - historienne
- Alessandra Ballotti - maîtresse de conférences Études nordiques
- Franck Ferrand - journaliste et écrivain
- Philippe Séguy - écrivain
- Peter Christensen -Teilmann - directeur du Theatre Museum at The Court Theatre à Copenhague
- Olene Bergman - conservatrice du Musée national du Danemark
- Thomas Thulstrup - directeur du Musée de Rosenborg
- Asger Svane- Knudsen - conservateur des Archives nationales du Danemark
- Mikkel Venborg Pedersen - conservateur du Musée national du Danemark
- Juliane Schmeitzig-Otten - directrice du Château de Celle
- Steffen Lovkjaer - spécialiste des collections royales danoises
- Thomas Thulstrup - directeur du musée de Rosenborg

#### Avis de la presse
Le magazine Télé 2 semaines dresse une critique plutôt positive de l'émission : 

« Au-delà du scandale de la liaison adultère entre la reine et son médecin, le documentaire dresse le portrait attachant d'une jeune souveraine confrontée trop tôt aux dures réalités du pouvoir. La réalisation soignée fait la part belle aux reconstitutions dramatiques qui apportent chair et émotion à cette tragédie royale. »

### Philippe V, les démons du roi d'Espagne

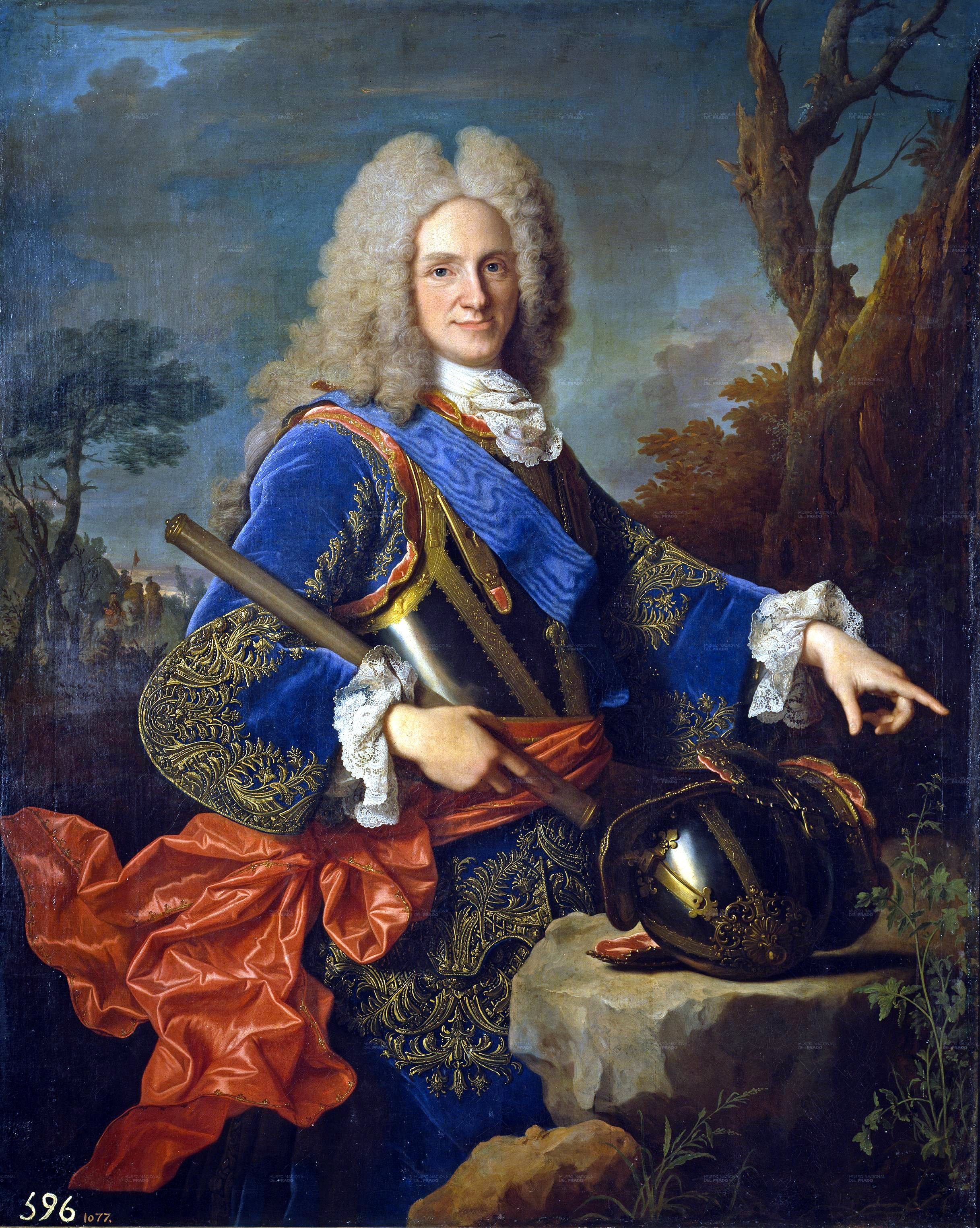
Le Roi Philippe V d'Espagne par Jean Ranc (1723).

#### Description
Ce numéro spécial est consacré à Philippe V, petit-fils de Louis XIV qui devient roi d'Espagne à la suite de la Guerre de Sucession d'Espagne.

#### Première diffusion
- France : 6 mars 2024

#### Lieux de tournage
Parmi les lieux visités par l'émission, on retrouve notamment :
- Le Palais royal de la Granja de San Ildefonso
- Le Château de Versailles.

#### Liste des principaux intervenants
- Philippe Séguy - écrivain
- Nicolas Morales - historien
- Jésus Pozuelo Diaz - historien
- Suzanne Varga - historienne
- César Cervera Moreno - écrivain
- José Luis Sancho - conservateur
- Amaya Alzaga Ruiz - historienne
- Mathieu da Vinha - historien
- Jean-Christian Petifils - historien
- Sandra Martinez - historienne
- Élodie Vaysse - conservatrice du patrimoine au Château de Versailles
- Almudena Pérez de Tudela Gabaldon - conservatrice
- María de Los Ángeles Pérez Samper - historienne
- Luis Vallejo - fontainier au Palais royal de la Granja
- Óscar Uceda Marquez - historien
- Sergio Rubio Tormo - archiviste à Xàtiva
- Lucien Bély - historien
- Juan José Carrero - artisan souffleur à la fabrique royale de la Granja
- Marta Cibelina - écrivaine
- Manuel Martin Galan - historien
- Juan José Alonso Martin - directeur des Archives Générales au Palais royal de Madrid[8]

### Marie-Madeleine: Si près de Jésus

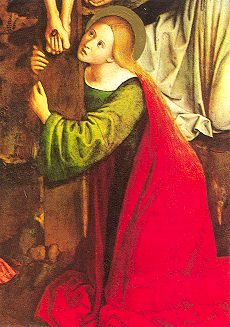
Marie Madeleine par Ludovico Brea.

#### Description
Cette émission est consacrée à Marie Madeleine ou Marie de Magdala, une disciple de Jésus de Nazareth, connue comme l'« apôtre des apôtres » par plusieurs Pères de l'Église.
Le documentaire revient sur sa relation avec Jésus ainsi que sur les moments clés de sa vie où elle était présente, notamment lors de son arrestation et de sa mise à mort. L'émission raconte également comment elle fut chargée d’aller annoncer la nouvelle de sa résurrection.
L'émission revient enfin sur son image dans la tradition chrétienne ainsi que les hésitations théologiques dont elle fut objet, avant de devenir une figure féminine emblématique du christianisme.

#### Première diffusion
- France : 20 mars 2024

#### Lieux de tournage
Parmi les lieux visités par l'émission, on retrouve notamment :
- L'Église du Saint-Sépulcre
- La Bibliothèque nationale de France
- Le site archéologique de Magdala en Israël
- Le Terra Sancta Museum
- Le Neues Museum de Berlin
- Le Monastère royal de Brou[9]

#### Liste des principaux intervenants
- Christine Pedotti - essayiste
- Philippe Séguy - écrivain
- Isabelle Renaud-Chamska - théologienne
- Jacqueline Kelen - écrivaine
- Frère Dominique-Marie Cabaret - archéologue
- Régis Burnet - historien
- Père Florian Racine - recteur de la basilique Sainte-Marie-Madeleine
- Christian Doumergue - écrivain
- Frère Stéphane Milovitch - supérieur de la basilique du Saint-Sépulcre
- Sabine Maffre - conservatrice à la Bibliothèque nationale de France
- Père Eamon Kelly - directeur-adjoint du site archéologique de Magdala (Israël)
- Daniela Massara - conservatrice du musée Terra Sancta (Israël)
- Frère Eleazar Wronski - supérieur de la Fraternité de Béthanie
- Frère Eugenio Alliata - directeur du musée Terra Sancta (Israël)
- Verena Lepper -  égyptologue et directrice des Antiquités au Neues Museum (Allemagne)
- Frère Olivier -Thomas Venard - professeur à l'École biblique et archéologique française de Jérusalem
- Deborah Cvikel - historienne et archéologue
- Père Emmanuel Lemière - curé du sanctuaire des Saintes-Maries-de-la-Mer
- Frère Patrick-Marie Bozo - prieur du sanctuaire de la Sainte-Baume
- Magali Briat-Philippe - conservatrice en chef du monastère royal de Brou[9]

### Henri II, le dernier roi chevalier

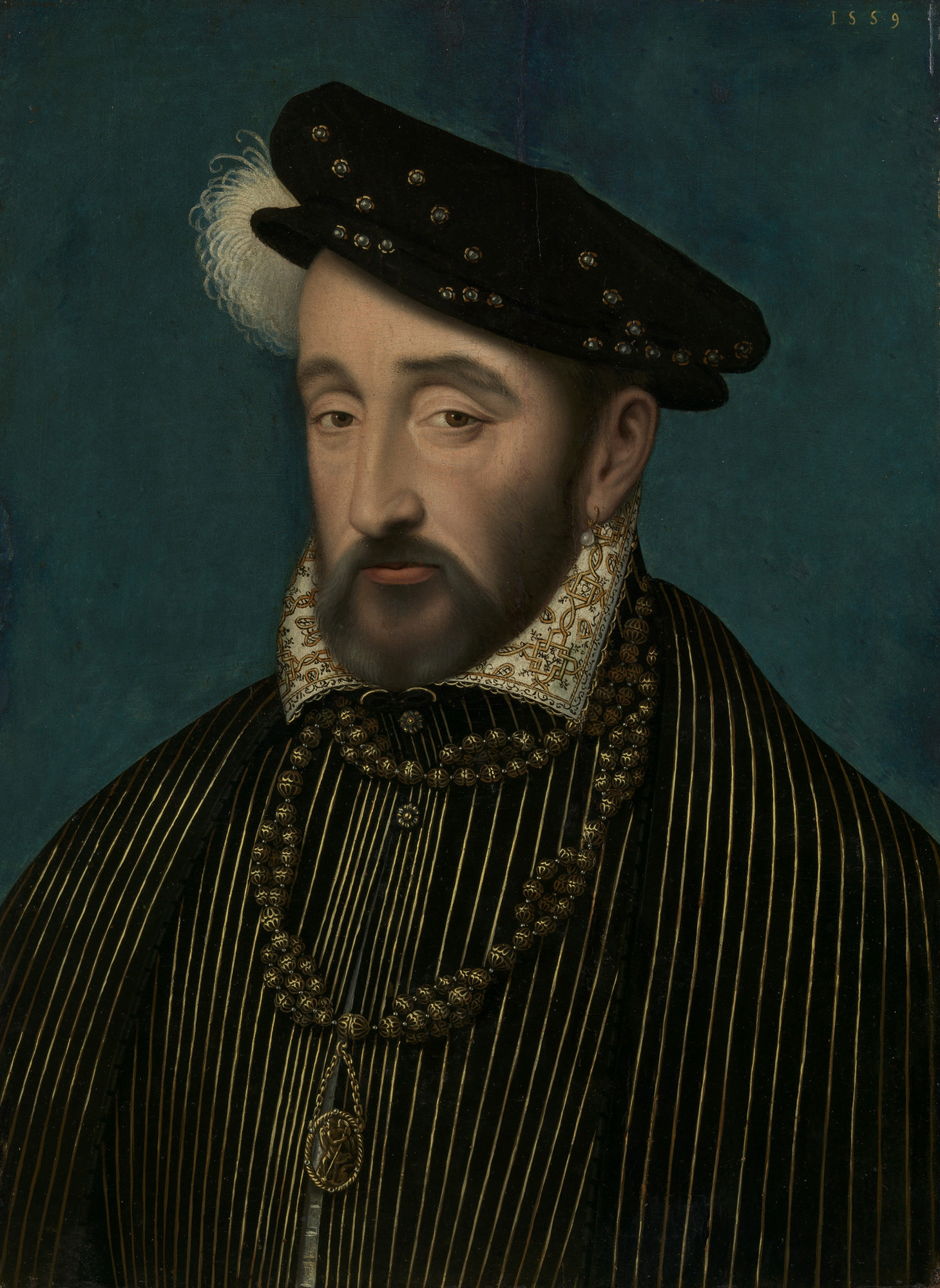
Portrait d'Henri II par François Clouet (1559).

#### Description
Cette émission brosse le portrait du roi de France Henri II, roi emblématique de la Renaissance française qui s'attacha à poursuivre l'œuvre de son père François Ier, avant de mourir accidentellement lors d'un tournoi, victime d'un éclat de lance dans l'œil.

#### Première diffusion
- France : 10 avril 2024

#### Lieux de tournage
Parmi les lieux visités par l'émission, on retrouvera notamment :
- Le Château de Caumont dans le Gers[10]
- Le Château de Chantilly
- Le Château de Fontainebleau
- Le Château d’Écouen
- Le Château de Chenonceau
- Le Château d’Anet[11]

#### Intervenants
- Mathieu Deldicque - directeur Musée Condé du Château de Chantilly
- Sylvie Le Clech - archiviste et historienne
- Philippe Séguy - écrivain
- Nicolas Le Roux - historien
- Oriane Beaufils - conservatrice du Château de Fontainebleau
- Franck Ferrand - journaliste et écrivain
- Thierry Crépin-Leblond - conservateur et directeur du Musée national de la Renaissance – Château d’Écouen
- Amélie Lansiaux - guide-conférencière du Château de Chenonceau
- Jean De Yturbe - propriétaire du Château d’Anet
- Vivien Richard - chef de service de l’Histoire du Louvre, Musée du Louvre
- Olivier Renaudeau - conservateur en chef du Musée de l’Armée des Invalides
- Jean-François Moufflet - Conservateur en chef Archives nationales[11]

### Spartacus et la révolte des gladiateurs

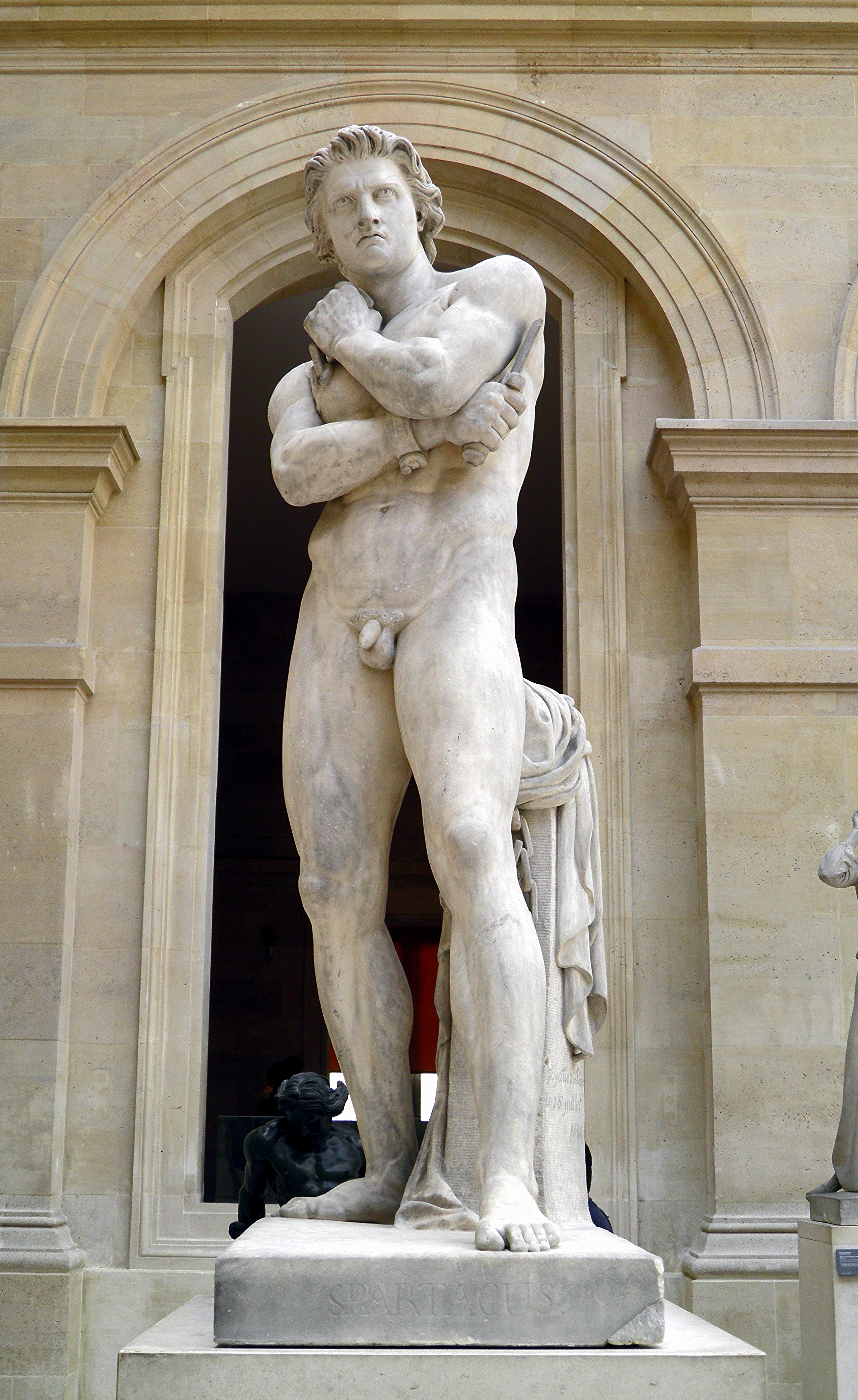
Spartacus, statue de Denis Foyatier, 1830.

#### Description
Cette émission brosse le portrait de Spartacus, un gladiateur d'origine thrace, qui est à l'origine du plus important soulèvement d'esclaves contre la République romaine, entre 73 et 71 avant J.C..
L’émission dépeint Spartacus comme un homme courageux, qui incarne la rébellion et la volonté d’être un homme libre.
Elle dépeint également les conditions difficiles des esclaves sous la République romaine, ainsi que l’univers des gladiateurs.

#### Première diffusion
- France : 20 novembre 2024

#### Lieux de tournage
Parmi les lieux visités par l'émission, on retrouvera les villes de Nîmes et de Rome.

#### Intervenants
- Virginie Girod - historienne
- Éric Teyssier - historien
- Catherine Salles - historienne
- Philippe Séguy - écrivain
- Gérard Coulon - archéologue[14]
- Christian-Georges Schwentzel - historien
- Pauline Ducret - historienne
- Clara Spallino - architecte
- Emmanuelle Héran - conservatrice des jardins du Louvre
- Vincent Bazin - membre de l'Association Lorica Romana[13]

### Robin des Bois, le prince des voleurs

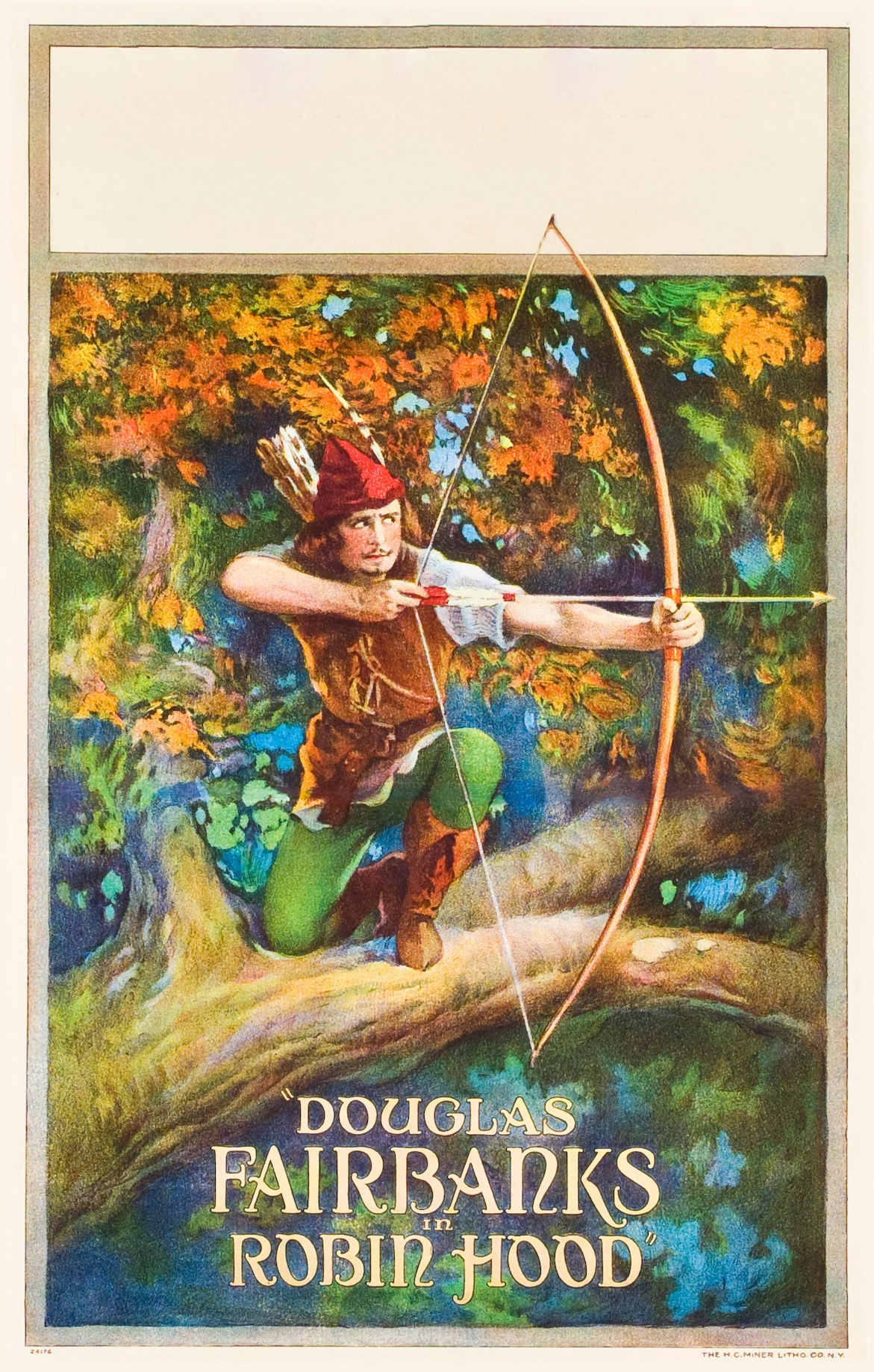
Affiche du film Robin Hood de 1922 avec Douglas Fairbanks.

#### Description
Cette émission décrypte la légende de Robin des Bois, un brigand au grand cœur qui détroussait les riches au profit des pauvres ou rendait au peuple l'argent des impôts prélevés.
Elle s'intéresse notamment aux rôles des autres personnages principaux de la légende : le shérif de Nottingham, lady Marianne, le roi Richard Cœur de Lion, ou encore Frère Tuck et Petit Jean, les deux amis fidèles de Robin des Bois.
Le reportage fait également découvrir les vestiges du patrimoine médiéval britannique, et s'intéresse à la façon dont la littérature et le cinéma ont écrit la légende.
Il s'agit d'une mise à jour d'une émission qui traitait déjà de ce sujet lors de deuxième saison de l'émission en 2008 alors au format de une heure et diffusé le dimanche après-midi, intitulée Robin des Bois a-t-il vraiment existé ?.

#### Première diffusion
- France : 27 novembre 2024

#### Intervenants
- Martin Aurell - historien
- Philippe Séguy - romancier
- Justine Breton - maîtresse de conférences
- Jonathan Fruoco - historien
- Amaury Venault - romancier

#### Lieux de tournage
Parmi les lieux visités par l'émission, on retrouvera le Château de Nottingham et le château d'Abbotsford en Écosse.

### Marie-Antoinette: un collier à perdre la tête!

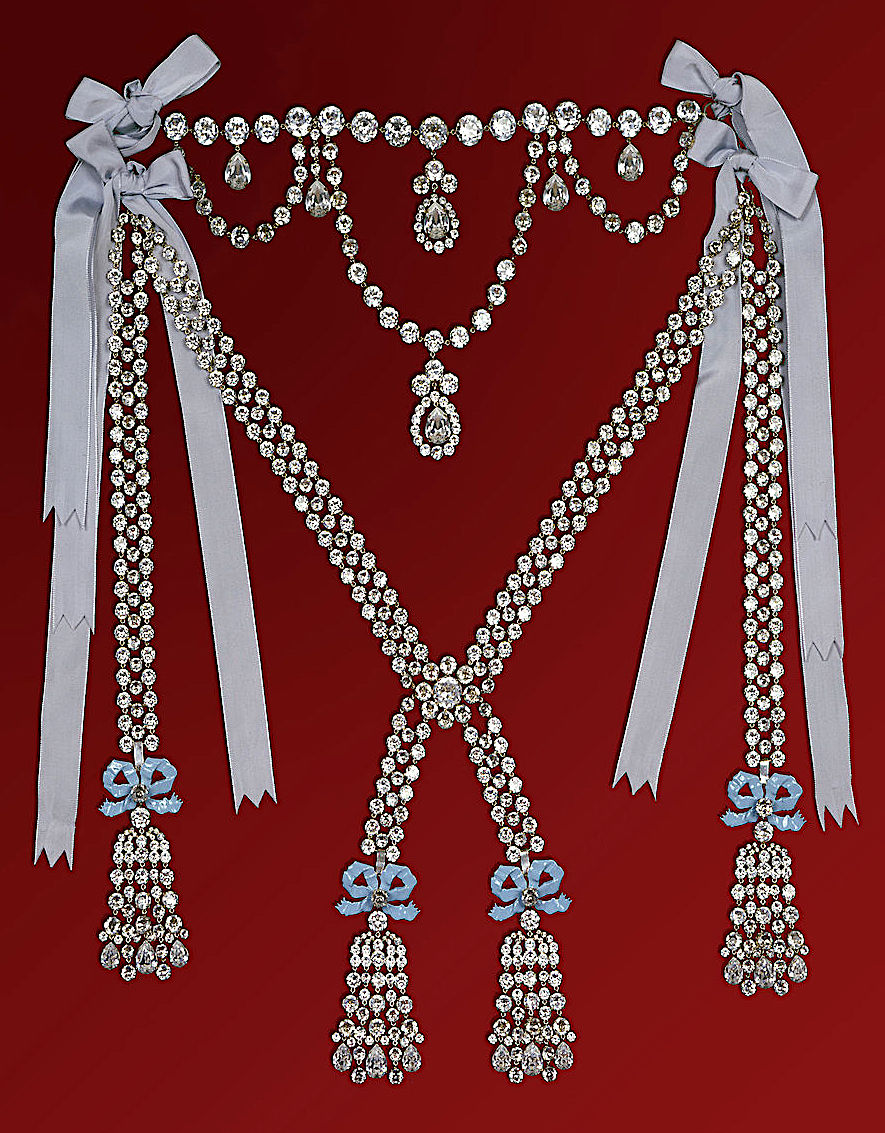
Reconstitution en zircone du collier de la reine (château de Breteuil).

#### Description
Cette émission revient sur l’Affaire du collier de la reine, une affaire d'escroquerie qui s'est déroulée de 1784 à 1786 à la cour de France.
Elle décrit notamment comment cette affaire va entamer la réputation de la reine Marie-Antoinette, accusée d'avoir commandée une parure de diamants d’une valeur démesurée, alors que ni elle, ni le roi n'étaient au courant.
Elle décrypte également les intrigues ainsi que les fantasmes dans les cours d'Europe qui ont émaillé autour de cette affaire.

#### Première diffusion
- France : 4 décembre 2024

#### Intervenants
- Cécile Berly - historienne
- Évelyne Lever - historienne
- Guy Gauthier - historien
- Louis-Napoléon Panel - conservateur du Musée des Arts décoratifs de Strasbourg
- Philippe Séguy - écrivain
- Hélène Delalex - conservateur du Patrimoine au Château de Versailles
- Virginie Girod - historienne
- Laure-Isabelle Mellerio - présidente et directrice artistique de Mellerio
- Pierre-André Hélène - historien
- Emmanuel Pierrat - avocat et écrivain
- Nathalie Pascarel - assistante scientifique, Musée des Arts décoratifs de Strasbourg.
- Jean Vittet - conservateur en chef au Château de Fontainebleau
- Charles-Éloi Vial - conservateur, Bibliothèque nationale de France
- Diane Blanchet - Guide et Conférencière à l'Abbaye de la Chaise-Dieu[16]

#### Lieux de tournage
Parmi les lieux visités par l'émission, on retrouvera notamment :
- Le Château de Versailles
- Le Château de Fontainebleau
- Le Musée des Arts décoratifs de Strasbourg
- L'Abbaye de la Chaise-Dieu[16]

## Diffusion
L'émission est diffusée en prime-time sur France 3 à partir du 17 janvier 2024. Chaque numéro dure entre 1 heure 30 et 2 heures.

## Audiences
| Type   | Diffusion        | Titres                                           | Description | Nombre de téléspectateurs | Part d'audience |
| ------ | ---------------- | ------------------------------------------------ | --- | ------------------------- | --------------- |
| Inédit | 17 janvier 2024  | Arthur et les chevaliers de la Table ronde       | Retour sur la légende du Roi Arthur | 1 696 000                 | 9,1 %           |
| Inédit | 14 février 2024  | Le roi, la reine et le séduisant docteur         | Retour sur l'histoire d'amour entre Caroline-Mathilde, épouse de Christian VII, roi de Danemark et de Norvège, et le médecin royal Johann Friedrich Struensee | 1 327 000                 | 7,4 %           |
| Inédit | 6 mars 2024      | Philippe V, les démons du roi d'Espagne          | Portrait du roi d'Espagne, Philippe V | 1 411 000                 | 7,7 %           |
| Inédit | 20 mars 2024     | Marie-Madeleine : Si Près de Jésus               | Portrait de Marie-Madeleine | 1 796 000                 | 10,3 %          |
| Inédit | 10 avril 2024    | Henri II, le dernier roi chevalier               | Portrait du roi Henri II | 1 607 000                 | 8,1 %           |
| Inédit | 20 novembre 2024 | Spartacus et la révolte des gladiateurs          | Portrait de Spartacus | 1 617 000                 | 8,7 %           |
| Inédit | 27 novembre 2024 | Robin des Bois, le prince des voleurs            | Portrait de Robin des Bois | 1 473 000                 | 8,2 %           |
| Inédit | 4 décembre 2024  | Marie-Antoinette : un collier à perdre la tête ! | Retour sur l'Affaire du collier de la reine | 1 480 000                 | 8,3 %           |